# Како се калио челик
„Како се калио челик” (рус. Как закалялась сталь) је роман совјетског књижевника Николаја Островског из 1936. године. Сматра се једним од најуспјешнијих и најпопуларнијих остварења књижевности социјалистичког реализма. 

## Историја
Радња романа је инспирисана стварним животом аутора и догађа се у Украјини у драматичним тренуцима Првог светског рата, Октобарске револуције и Руског грађанског рата. Главни лик романа је Павле Корчагин, младић који се уз доста искушења определио за бољшевике. 
Роман је оригинално објављиван у наставцима од 1930. до 1934. године у листу „Молодаја Гвардија”, органу совјетског Комсомола, омладинске организације КПСС. Из оригиналне верзије, објављене недуго пред смрт аутора, 1936. године, избачени су сви делови који описују његове породичне недаће изазване обогаљеношћу и болешћу. 
„Како се калио челик” је екранизован четири пута — најпре као совјетски играни филм 1942. и 1957. године, као совјетска мини-серија 1973. године и као кинеска мини-серија 1999. године са украјинским глумцима.